# Pleocyemata
Pleocyemata è un sottordine di crostacei appartenenti all'ordine Decapoda.
I Pleocyemata sono presenti sin del Devoniano (circa 400 milioni di anni fa): il Palaeopalaemon è il fossile più antico di Pleocyemata ritrovato.

## Descrizione

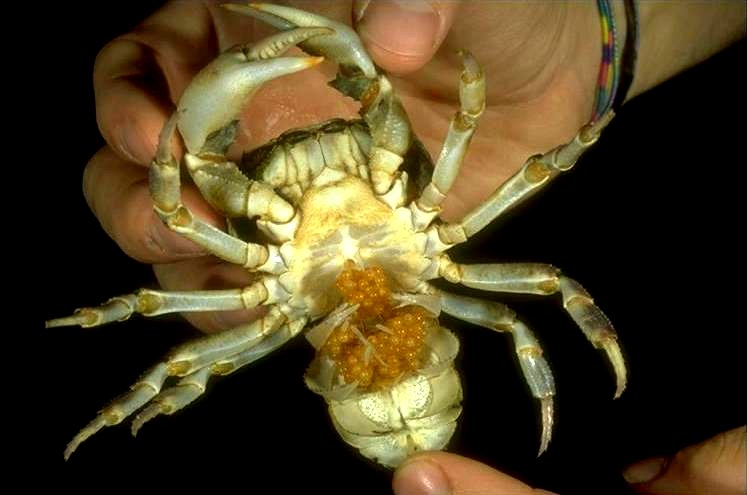
Potamon fluviatile
femmina con le uova fra i pleopodi

I Pleocyemata sono uniti da una serie di caratteristiche comuni, la più importante delle quali è che le uova fecondate vengono incubate dalla femmina, rimanendo attaccate ai pleopodi, fino a che le larve (zoee) siano pronte alla schiusa. È questa caratteristica che dà il nome al gruppo. Possiedono anche una struttura lamellare delle branchie, in contrapposizione alla struttura ramificata dei Dendrobranchiata.

## Tassonomia
Istituita da Martin Burkenroad nel 1963, la classificazione di Burkenroad ha sostituito i precedenti sottordini Natantia e Reptantia con i gruppi monofiletici Dendrobranchiata (gamberi) e Pleocyemata. Pleocyemata contiene tutti i componenti di Reptantia (compresi granchi, aragoste, gamberi ed altri), nonché Stenopodidea e Caridea (gamberetti).
- Sottordine Pleocyemata
  - Infraordine Stenopodidea
    - Famiglia Macromaxillocarididae
    - Famiglia Spongicolidae
    - Famiglia Stenopodidae

  - Infraordine Caridea (gamberetti)
    - Superfamiglia Procaridoidea
      - Famiglia Procarididae

    - Superfamiglia Alpheoidea
      - Famiglia Alpheidae
      - Famiglia Barbouriidae
      - Famiglia Hippolytidae
      - Famiglia Ogyrididae

    - Superfamiglia Atyoidea
      - Famiglia Atyidae

    - Superfamiglia Bresilioidea
      - Famiglia Agostocarididae
      - Famiglia Alvinocarididae
      - Famiglia Bresiliidae
      - Famiglia Disciadidae
      - Famiglia Pseudochelidae

    - Superfamiglia Campylonotoidea
      - Famiglia Bathypalaemonellidae
      - Famiglia Campylonotidae

    - Superfamiglia Crangonoidea
      - Famiglia Crangonidae
      - Famiglia Glyphocrangonidae

    - Superfamiglia Nematocarcinoidea
      - Famiglia Eugonatonotidae
      - Famiglia Nematocarcinidae
      - Famiglia Rhynchocinetidae
      - Famiglia Xiphocarididae

    - Superfamiglia Oplophoroidea
      - Famiglia Acanthephyridae
      - Famiglia Oplophoridae

    - Superfamiglia Palaemonoidea
      - Famiglia Anchistioididae
      - Famiglia Desmocarididae
      - Famiglia Euryrhynchidae
      - Famiglia Gnathophyllidae
      - Famiglia Hymenoceridae
      - Famiglia Palaemonidae
      - Famiglia Typhlocarididae

    - Superfamiglia Pandaloidea
      - Famiglia Pandalidae
      - Famiglia Thalassocarididae

    - Superfamiglia Pasiphaeoidea
      - Famiglia Pasiphaeidae

    - Superfamiglia Physetocaridoidea
      - Famiglia Physetocarididae

    - Superfamiglia Processoidea
      - Famiglia Processidae

    - Superfamiglia Psalidopodoidea
      - Famiglia Psalidopodidae

    - Superfamiglia Stylodactyloidea
      - Famiglia Stylodactylidae

  - Infraordine Astacidea (gamberi di fiume, astici, scampi)
    - Superfamiglia Astacoidea
      - Famiglia Astacidae
      - Famiglia Cambaridae
      - Famiglia Parastacidae

    - Superfamiglia Enoplometopoidea
      - Famiglia Enoplometopidae

    - Superfamiglia Nephropoidea
      - Famiglia Nephropidae

  - Infraordine Glypheidea
    - Superfamiglia Glypheoidea
      - Famiglia Glypheidae

  - Infraordine Axiidea
    -       - Famiglia Axiidae
      - Famiglia Callianassidae
      - Famiglia Callianideidae
      - Famiglia Micheleidae
      - Famiglia Strahlaxiidae

  - Infraordine Gebiidea
    - Famiglia Axianassidae
    - Famiglia Laomediidae
    - Famiglia Thalassinidae
    - Famiglia Upogebiidae

  - Infraordine Achelata
    - Famiglia Palinuridae
    - Famiglia Scyllaridae
    - Famiglia Synaxiidae

  - Infraordine Polychelida
    - Famiglia Polychelidae
    - Famiglia Eryonidae

  - Infraordine Anomura
    - Superfamiglia Aegloidea
      - Famiglia Aeglidae

    - Superfamiglia Chirostyloidea
      - Famiglia Chirostylidae
      - Famiglia Eumunididae
      - Famiglia Kiwaidae

    - Superfamiglia Galatheoidea
      - Famiglia Galatheidae
      - Famiglia Munididae
      - Famiglia Munidopsidae
      - Famiglia Porcellanidae

    - Superfamiglia Hippoidea
      - Famiglia Albuneidae
      - Famiglia Blepharipodidae
      - Famiglia Hippidae

    - Superfamiglia Lithodoidea
      - Famiglia Hapalogastridae
      - Famiglia Lithodidae

    - Superfamiglia Lomisoidea
      - Famiglia Lomisidae

    - Superfamiglia Paguroidea
      - Famiglia Coenobitidae
      - Famiglia Diogenidae
      - Famiglia Paguridae
      - Famiglia Parapaguridae
      - Famiglia Pylochelidae
      - Famiglia Pylojacquesidae

  - Infraordine Brachyura (granchi)
    - Superfamiglia Aethroidea
      - Famiglia Aethridae
      - Famiglia Belliidae

    - Superfamiglia Bythograeoidea
      - Famiglia Bythograeidae

    - Superfamiglia Calappoidea
      - Famiglia Calappidae
      - Famiglia Hepatidae
      - Famiglia Matutidae

    - Superfamiglia Cancroidea
      - Famiglia Atelecyclidae
      - Famiglia Cancridae

    - Superfamiglia Carpilioidea
      - Famiglia Carpiliidae

    - Superfamiglia Cheiragonoidea
      - Famiglia Cheiragonidae

    - Superfamiglia Corystoidea
      - Famiglia Corystidae

    - Superfamiglia Cryptochiroidea
      - Famiglia Cryptochiridae

    - Superfamiglia Cyclodorippoidea
      - Famiglia Cyclodorippidae
      - Famiglia Cymonomidae
      - Famiglia Phyllotymolinidae

    - Superfamiglia Dairoidea
      - Famiglia Dacryopilumnidae
      - Famiglia Dairidae

    - Superfamiglia Dorippoidea
      - Famiglia Dorippidae
      - Famiglia Ethusidae

    - Superfamiglia Dromioidea
      - Famiglia Dromiidae
      - Famiglia Dynomenidae

    - Superfamiglia Eriphioidea
      - Famiglia Dairoididae
      - Famiglia Eriphiidae
      - Famiglia Hypothalassiidae
      - Famiglia Menippidae
      - Famiglia Oziidae
      - Famiglia Platyxanthidae

    - Superfamiglia Gecarcinucoidea
      - Famiglia Gecarcinucidae
      - Famiglia Parathelphusidae

    - Superfamiglia Goneplacoidea
      - Famiglia Acidopsidae
      - Famiglia Carcinoplacidae
      - Famiglia Chasmocarcinidae
      - Famiglia Conleyidae
      - Famiglia Euryplacidae
      - Famiglia Goneplacidae
      - Famiglia Litocheiridae
      - Famiglia Mathildellidae
      - Famiglia Progeryonidae
      - Famiglia Scalopidiidae
      - Famiglia Sotoplacidae
      - Famiglia Vultocinidae

    - Superfamiglia Grapsoidea
      - Famiglia Gecarcinidae
      - Famiglia Glyptograpsidae
      - Famiglia Grapsidae
      - Famiglia Percnidae
      - Famiglia Plagusiidae
      - Famiglia Sesarmidae
      - Famiglia Varunidae
      - Famiglia Xenograpsidae

    - Superfamiglia Hexapodoidea
      - Famiglia Hexapodidae

    - Superfamiglia Homolodromioidea
      - Famiglia Homolidae
      - Famiglia Homolodromiidae
      - Famiglia Latreilliidae
      - Famiglia Poupiniidae

    - Superfamiglia Leucosioidea
      - Famiglia Iphiculidae
      - Famiglia Leucosiidae

    - Superfamiglia Majoidea
      - Famiglia Epialtidae
      - Famiglia Hymenosomatidae
      - Famiglia Inachidae
      - Famiglia Inachoididae
      - Famiglia Majidae
      - Famiglia Mithracidae
      - Famiglia Oregoniidae

    - Superfamiglia Ocypodoidea
      - Famiglia Camptandriidae
      - Famiglia Dotillidae
      - Famiglia Heloeciidae
      - Famiglia Macrophthalmidae
      - Famiglia Mictyridae
      - Famiglia Ocypodidae
      - Famiglia Ucididae
      - Famiglia Xenophthalmidae

    - Superfamiglia Orithyioidea
      - Famiglia Orithyiidae

    - Superfamiglia Palicoidea
      - Famiglia Crossotonotidae
      - Famiglia Palicidae

    - Superfamiglia Parthenopoidea
      - Famiglia Parthenopidae

    - Superfamiglia Pilumnoidea
      - Famiglia Galenidae
      - Famiglia Pilumnidae
      - Famiglia Tanaochelidae

    - Superfamiglia Pinnotheroidea
      - Famiglia Aphanodactylidae
      - Famiglia Pinnotheridae

    - Superfamiglia Portunoidea
      - Famiglia Carcinidae
      - Famiglia Geryonidae
      - Famiglia Pirimelidae
      - Famiglia Polybiidae
      - Famiglia Portunidae
      - Famiglia Thiidae

    - Superfamiglia Potamoidea
      - Famiglia Potamidae
      - Famiglia Potamonautidae

    - Superfamiglia Pseudothelphusoidea
      - Famiglia Pseudothelphusidae

    - Superfamiglia Pseudozioidea
      - Famiglia Pilumnoididae
      - Famiglia Planopilumnidae
      - Famiglia Pseudoziidae

    - Superfamiglia Raninoidea
      - Famiglia Raninidae

    - Superfamiglia Retroplumoidea
      - Famiglia Retroplumidae

    - Superfamiglia Trapezioidea
      - Famiglia Domeciidae
      - Famiglia Tetraliidae
      - Famiglia Trapeziidae

    - Superfamiglia Trichodactyloidea
      - Famiglia Trichodactylidae

    - Superfamiglia Trichopeltarioidea
      - Famiglia Trichopeltariidae

    - Superfamiglia Xanthoidea
      - Famiglia Panopeidae
      - Famiglia Pseudorhombilidae
      - Famiglia Xanthidae